# Стреличарство
Стреличарство је вештина коришћења лука у сврхе испаљивања стрела. Стреличарство је током историје налазило своју примену у лову и борби а касније је постало спорт. Особа која се бави стреличарством назива се „стреличар“.

## Историја
Најранији конкретан траг стреличарства стар је пет хиљада година. Лук је вероватно прво коришћен за лов, а тек касније у сврхе ратовања. Старе цивилизације, првенствено Персијанци, Грци, Индијци, Кинези, и Корејци, имали су велики број стреличара у својим војскама. Испоставило се да су стреле посебно погубне за велике војне формације.
Током средњег века, коришћење стреличара у западноевропским ратовима није било доминантно колико се у популарној култури обично сматра. Стреличари су обично били најмање плаћени војници у војсци, или чак регрутовани међу сељацима. Таква стратегија била је последица мале цене лукова и стрела у поређењу са ценом мачева и оклопа. Професионални стреличари, за које је потребна дугогодишња обука и квалитетнији лукови због тога су били ретки у Европи. Насупрот томе, у Азији и арапском свету стреличарство је било веома заступљено. Стреличари-коњаници су сачињавали главницу војне снаге већине Монгола. 
Развитком ватреног оружја, стреличарство се све мање користи у ратовању. Прва ватрена оружја су била лошија у домету, учесталости паљбе и пробојности оклопа од висококвалитетних лукова, али је за њихово коришћење била потребна драстично краћа обука. Стреличарство је данас олимпијски спорт. У Србији је за законито поседовање лука неопходна дозвола.

### Порекло и античко стрељаштво
Најстарија позната евиденција о луку и стрели потичу из јужноафричких локалитета као што је пећина Сибуду, где су пронађени остаци костију и камених врхова стрела који датирају пре отприлике 72.000 до 60.000 година. На основу индиректних доказа, сматра се да се лук такође појавио или поново појавио касније у Евроазији, близу прелаза из горњег палеолита у мезолит. Најранији потврђени остаци лука и стреле из Европе су могући фрагменти из Немачке пронађени у Манхајм-Фогелстангу датирани пре 17.500 до 18.000 година, и Стелмуру датирани на пре 11.000 година. Азилијански врхови пронађени у пећини Бишон, Швајцарска, поред посмртних остатака медведа и ловца, са фрагментима кремена пронађеним у трећем пршљену медведа, указују на употребу стрела пре 13.500 година. Други знаци његове употребе у Европи потичу из Стилмура у Аренсбуршкој долини северно од Хамбурга у Немачкој и датирају из касног палеолита, око 10.000–9.000. п. н. е. Стреле су биле од боровине и састојале су се од главне дршке и предњег дела од 15–20 cm са кременим врхом. Нема потврђених ранијих лукова; претходне шиљасте дршке су познате, али су можда биле лансиране бацачима копља, а не луковима. Најстарији до сада познати лукови потичу из мочваре Холмегард у Данској. На локалитету Натарук у округу Туркана, Кенија, сечива од опсидијана пронађена забијена у лобању и у торакалној шупљини другог скелета, указују на употребу стрела са каменим врховима као оружја пре око 10.000 година.
Класичне цивилизације, посебно Асирци, Грци, Јермени, Персијанци, Парти, Римљани, Индијци, Корејци, Кинези и Јапанци, у својим војскама су имали велики број стрелаца. Акађани су први користили композитне лукове у рату судећи по победничкој стели Нарам-Сина од Акада. Египћани су Нубију називали „Та-Сети“ или „Земља лука“, пошто су Нубијци били познати као стручни стрелци, а до 16. века пре нове ере Египћани су користили композитни лук у рату. Егејске културе из бронзаног доба су већ од 15. века пре нове ере биле у могућности да ангажују велики број специјализованих произвођача лукова у државном власништву за ратне и ловачке сврхе. Велшки дуги лук је први пут доказао своју вредност у континенталном рату у Бици код Кресија. У Америци стреличарство је било широко распрострањено у европским контактима.
Стреличарство је било веома развијено у Азији. Санскритски израз за стреличарство, данурведа, почео је да се односи на борилачке вештине уопште. У источној Азији, Когурјо, једно од три краљевства Кореје, било је добро познато по својим пуковима изузетно вештих стрелаца.

### Средњевековно стрељаштво
Средњовековни кратки лук је био технички идентичан луковима из класичне ере, са дометом од приближно сто јарди one hundred yd (91 m). То је било примарно оружје на бојном пољу током раног средњег века. Око десетог века самострел је уведен у Европу. Самострели су генерално имали већи домет, већу прецизност и већу продорност од кратког лука, али су имали много спорију брзину паљбе. Самострели су коришћени у раним крсташким ратовима, са моделима који су имали домет од 300 yd (270 m) и могли су да пробију оклоп или убију коња.
Током касног средњег века енглеска војска се чувено ослањала на масовне стрелце наоружане дугим луком. Француска војска се више ослањала на самострел. Као и њихови претходници, вероватније је да су стрелци били сељаци или јеомени него војници. Дуги лук је имао домет до 300 yd (270 m). Међутим, његов недостатак прецизности на великим дометима учинио га је масовним оружјем, а не појединачним. Значајне победе које се могу приписати дугом луку, као што су Битка код Кресија и Битка код Аженкура, довеле су до тога да је енглески дуги лук постао део војног знања.